# E-distribuzione
e-distribuzione S.p.A. è un'azienda italiana che opera nel settore dell'energia elettrica.

## Storia

### Dalla nascita al 2017
La Società è stata costituita il 31 maggio 1999, in attuazione delle previsioni del Decreto Bersani (art. 13 del D.Lgs. 79/1999) ed ha acquisito la denominazione e-distribuzione a partire dal 30 giugno 2016 in attuazione delle disposizioni introdotte dalla deliberazione 296/2015/R/eel dell’ARERA.
In data 1° ottobre 1999 gli è stato conferito dalla controllante del gruppo di appartenenza, come disposto dall’art. 13 sopracitato, il ramo d’azienda relativo alle attività di distribuzione e vendita di energia elettrica ai clienti vincolati fino al 31 dicembre 2007.
Nell’ambito del completamento del processo di liberalizzazione del mercato dell’energia, in attuazione della Legge 125 del 2007, è stata costituita nello stesso gruppo di appartenenza di e-distribuzione, una società che dal 1° gennaio 2008 svolge l’attività di vendita di energia elettrica ai clienti facenti parti del mercato di maggior tutela e a cui e-distribuzione ha trasferito, mediante scissione, il ramo d’azienda relativo alle attività di vendita dell’energia elettrica ai clienti finali.
Sin dai primi anni del duemila e-distribuzione ha avviato lo sviluppo delle reti intelligenti (smart grids). Il primo e più importante passo è stato compiuto con l'installazione presso i circa 32 milioni di clienti di bassa tensione del contatore elettronico di prima generazione. Dal 2001 al 2006, e-distribuzione ha avviato la sostituzione massiva di tutto il parco contatori elettromeccanici tradizionali con contatori elettronici in grado di essere letti e gestiti da remoto, diventando leader mondiale dei sistemi di smart metering (CE 1G). 
Nel 2016 la società avvia il Progetto Qualità, con investimenti nel periodo 2016-2019 pari a 350 milioni di euro sulle reti elettriche. Il progetto puntava a ridurre il numero e la durata delle interruzioni e a migliorare i parametri di continuità del servizio. Nel 2017 è avviato anche il Progetto Open Meter per l’installazione di 41,7 milioni di contatori elettronici di seconda generazione entro il 2031. Il piano, approvato da e-distribuzione e validato da ARERA, includeva la sostituzione di 31,7 milioni di contatori 1G con contatori 2G in 8 anni e l’installazione di altri 10 milioni di contatori 2G per le attività di gestione utenza (nuove connessioni, aumenti di potenza etc) nell’arco di 15 anni. Nello stesso anno viene costituita una joint venture con Eram per partecipare al Progetto Smart Grids di Saudi Electricity.
A marzo 2017 e-distribuzione ha elaborato il Piano per la resilienza della rete MT, con interventi tecnici e investimenti per ridurre i danni da eventi atmosferici in aree particolarmente esposte.

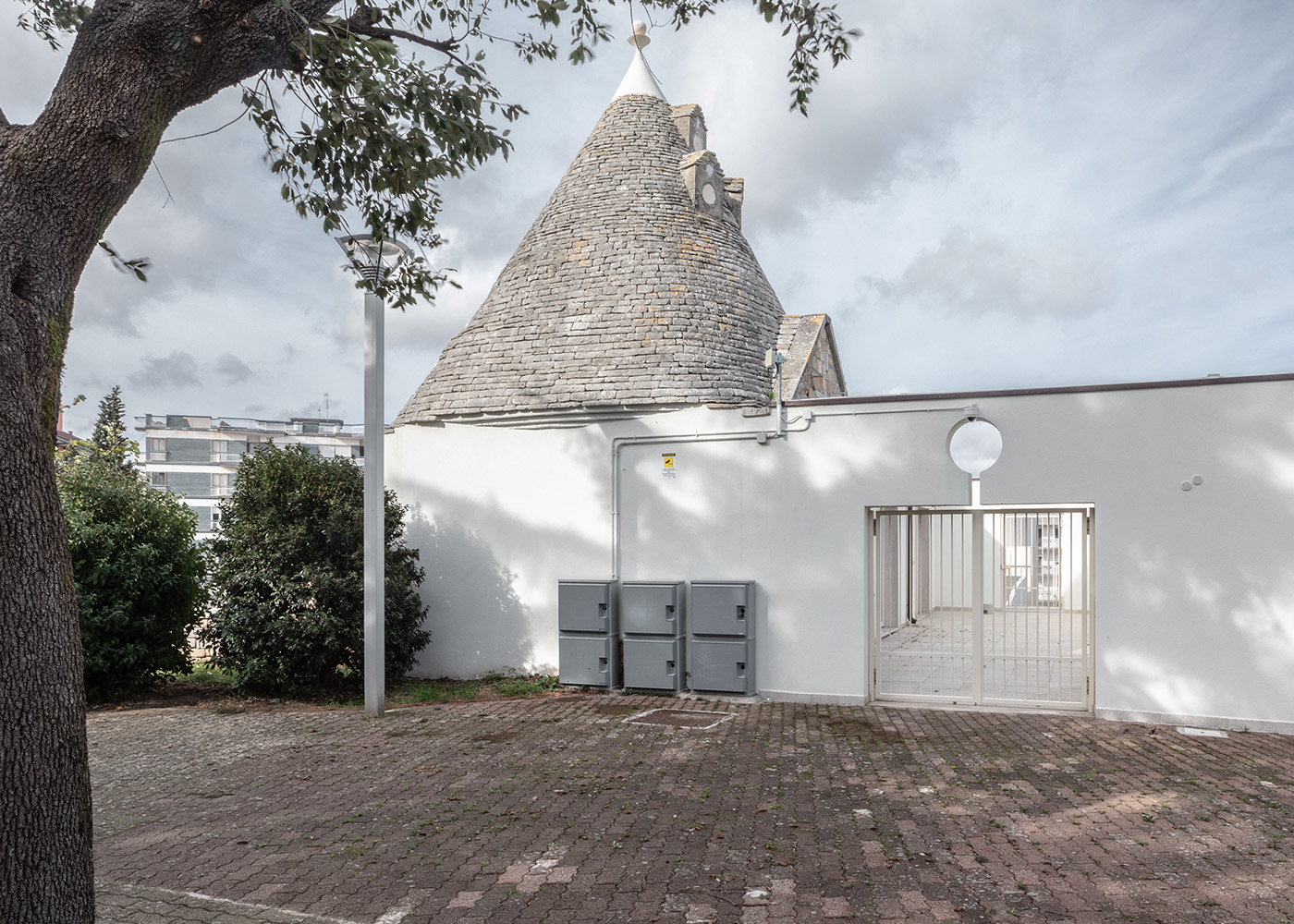
Noci (Bari), cabina secondaria costruita all’interno di un trullo

### 2018-2019
Tra il 2018 e il 2019, attraverso il Progetto Digitaly, e-distribuzione ha investito 108 milioni di euro per innovare i processi aziendali e migliorare l’efficienza, oltre a promuovere 80 iniziative digitali mirate. A giugno 2018 viene lanciato il Piano di Sviluppo Infrastrutture 2018-2020, con un Piano Resilienza per 440 milioni di euro volto a rafforzare la rete MT contro fenomeni atmosferici estremi.
A febbraio 2019 il CdA di e-distribuzione ha approvato un contratto con Open Fiber per il collegamento in fibra ottica delle cabine elettriche primarie e secondarie, con diritto d’uso esclusivo ventennale. Open Fiber si impegna anche a garantire la manutenzione ordinaria e straordinaria.

### 2020-2022
Nel 2020 il CdA di e-distribuzione ha approvato il progetto quinquennale e-grid per il miglioramento della rete di distribuzione, in particolare nel Mezzogiorno, attraverso interventi infrastrutturali e digitalizzazione.
Viene approvata inoltre la gara per il servizio di accensione, monitoraggio e gestione della fibra ottica nell’ambito del progetto “DSO 4.0”. Infine, a ottobre 2020 e-distribuzione aderisce all’associazione europea EU DSO Entity AISBL, che rappresenta i distributori di energia elettrica (DSO) a livello UE.
Nel 2021 e-distribuzione ha avviato diverse attività nell’ambito dell’ammodernamento delle infrastrutture di rete. Il 26 gennaio viene firmato il contratto per il servizio di accensione, monitoraggio e gestione della fibra ottica del progetto “DSO 4.0”, aggiudicato a RTI Open Fiber-Sirti. Il 13 maggio 2021 è approvato il Piano di Sviluppo 2021-2023 con investimenti per migliorare le performance della rete, in particolare nel Sud Italia e nelle Isole. Il piano include il “Piano Resilienza 2021-2023” con investimenti pari a 345 milioni di euro.
Ad aprile 2022 il CdA di e-distribuzone ha approvato il piano finanziario annuale per gli investimenti previsti nel triennio 2022-2024 in digitalizzazione, innovazione e sviluppo della rete elettrica. Il 17 novembre è approvato il Piano Industriale 2023-2025, centrato su quattro direttrici: generazione distribuita; smart grid ed elettrificazione; flessibilità; resilienza climatica.

### 2023-presente
Nel 2023 l’azienda prende parte all’iniziativa umanitaria promossa da Energy Community e UCPM a sostegno del sistema energetico ucraino, donando materiale elettrico tramite la Protezione Civile italiana. Il 20 novembre 2023 il CdA di e-distribuzione approva il Piano Industriale 2024-2026 centrato su quattro direttrici (generazione distribuita; smart grid ed elettrificazione; flessibilità della rete; resilienza climatica) con l’obiettivo di rafforzare la rete e favorire la transizione energetica.
A marzo 2024 e-distribuzione conclude un accordo con A2A S.p.A. per la cessione del 90% della nuova società Duereti S.r.l., costituita in seguito al conferimento del ramo d’azienda di e-distribuzione relativo alla distribuzione elettrica in alcuni Comuni lombardi. L’operazione, efficace dal 31 dicembre 2024, genera un corrispettivo di circa 1.229 milioni di euro. Il 15 novembre 2024 il CdA di e-distribuzione approva il Piano Industriale 2025-2027, incentrato su elettrificazione dei consumi, incremento della hosting capacity, qualità del servizio, resilienza climatica e sviluppo delle smart grid. A dicembre e-distribuzione aderisce all’Avviso Pubblico nell’ambito del PNRR - Missione 7 REPowerEU, presentando proposte per circa 393 milioni di euro finalizzate a migliorare la potenza erogabile e a digitalizzare la rete.

## Attività
e-distribuzione, titolare della concessione di distribuzione rilasciata dal MASE (allora MISE) con scadenza 31 dicembre 2030, svolge il “servizio di distribuzione dell’energia elettrica” nel rispetto della regolazione emanata dall’ARERA nei circa 7.500 comuni italiani ricompresi nella stessa concessione.
Fanno parte del “servizio di distribuzione di energia elettrica”:
- il trasporto e la trasformazione dell’energia elettrica nelle reti di media e bassa tensione;
- la gestione delle reti di distribuzione, l’esercizio degli impianti, la programmazione, l’individuazione e la realizzazione degli interventi di sviluppo e di manutenzione.

In particolare, l’attività di distribuzione di energia elettrica comprende le prestazioni e le responsabilità inerenti ai servizi di:
- connessione, che consiste nel collegamento di clienti e produttori alla rete di distribuzione;
- trasporto, che consiste nel trasporto dell’energia elettrica prelevata e immessa da altre reti, e dai clienti e produttori direttamente connessi alla propria rete, con le caratteristiche previste (per esempio, potenza e tensione);
- misura, che consiste nell’installazione e manutenzione dei misuratori, nella rilevazione, registrazione e validazione delle misure nonché nella messa a disposizione delle misure dell’energia elettrica ai soggetti interessati[18].

Tali attività, nel rispetto della concessione e delle deliberazioni emanate dall’ARERA, prevedono un obbligo di servizio pubblico e un obbligo di servizio universale, al fine di offrire pari condizioni di accesso al servizio di distribuzione dell’energia elettrica.
Nel 2009 E-distribuzione ha ceduto a Terna (che gestisce la rete di trasmissione nazionale) i 18 000 km circa di linee elettriche in alta tensione.

### Dati operativi
Al 31 dicembre 2024, la rete di distribuzione gestita da e-distribuzione copre un’estensione complessiva di 1.153.222 km. La rete si suddivide in tre livelli di tensione: le linee di alta tensione per 19 km, quelle di media tensione per 361.780 km e quelle di bassa tensione, che rappresentano la parte più diffusa e prossima all’utenza finale, per 791.423 km. Tale infrastruttura consente la distribuzione di energia elettrica su circa l’83% del territorio nazionale e su circa il 92% del numero dei Comuni italiani, assicurando il collegamento tra la rete di trasmissione e le utenze domestiche, commerciali e industriali.
A supporto della rete, e-distribuzione gestisce 2.159 cabine primarie di trasformazione da alta a media tensione (AT/MT) e 445.144 cabine secondarie di trasformazione da media a bassa tensione (MT/BT). Inoltre, nel 2024, sono stati connessi alla rete di e-distribuzione circa 280.200 nuovi impianti di produzione da fonti rinnovabili, in linea con l’evoluzione del sistema energetico verso modelli più distribuiti e sostenibili, superando il milione di produttori connessi. Nel corso dell’anno, l’energia elettrica distribuita ai clienti finali ha raggiunto un volume complessivo di 213,98 TWh.
Per quanto riguarda la telegestione, nel corso del 2024 e-distribuzione ha raggiunto l’obiettivo di 31,11 milioni di clienti dotati di contatori elettronici di seconda generazione, con 1,8 milioni di operazioni gestite da remoto.

## Retesmart grid
È in corso dal 2000 la progressiva sostituzione delle cabine secondarie di bassa tensione che servono le utenze finali (al 25% nel 2015), con altrettante dotate di telecontrollo in caso di guasto, per realizzare in tutta Italia una rete elettrica "intelligente" di nuova generazione, tipo Smart grid. Una rete di questo tipo è in grado di gestire i picchi di energia, generati lato offerta da fotovoltaico ed eolico e lato domanda da impianti di condizionamento e climatizzazione, o da stazioni di ricarica delle auto elettriche.

## Riconoscimenti
- Nel 2019 e-distribuzione, insieme al Politecnico di Torino, si è classificata al primo posto nella categoria “Apprendistato I” nell’ambito del Premio di Eccellenza Duale 2019. Il riconoscimento ha premiato il progetto innovativo di “Apprendistato Scolastico 4.0: Internet of Things”, che ha coinvolto 40 studenti nella creazione di prototipi IoT per monitorare da remoto le cabine elettriche e prevenire guasti nella rete.[21]

- Nel 2021 il progetto “Cabine di Street Art” di e-distribuzione ha ricevuto la Menzione Speciale Corporate Cultural Responsibility al Premio CULTURA + IMPRESA 2020-2021. Nell’ambito del progetto sono state trasformate oltre 300 cabine elettriche in opere d’arte urbana.[22][23]